# Ferretti (pasta)
I ferretti sono una pasta fresca tipica della cucina tradizionale lucana e calabra. Si tratta di una preparazione di pasta fresca, senza uovo, come si usa nel meridione d'Italia, dalla caratteristica forma di tozzi e grossolani bucatini, della lunghezza di circa 13/15 centimetri e dello spessore di circa 7-8 millimetri.
I ferretti si preparano facendo arrotolare, con l'aiuto di entrambe le mani, un pezzetto rotondo di pasta fresca, spolverato con un po' di farina, attorno a un sottile spiedo in ferro (da cui il loro nome). Muovendo le mani più volte in avanti e indietro il pezzetto di pasta si schiaccia intorno al ferro e forma un compatto cilindro. Il singolo pezzo viene poi sfilato agevolmente dal ferro, al quale non si sarà attaccato grazie alla farina.
È usuale preparare i ferretti secondo due ricette principali: la pasta mollicata e lo 'Ndrupp'c.